# 전성관

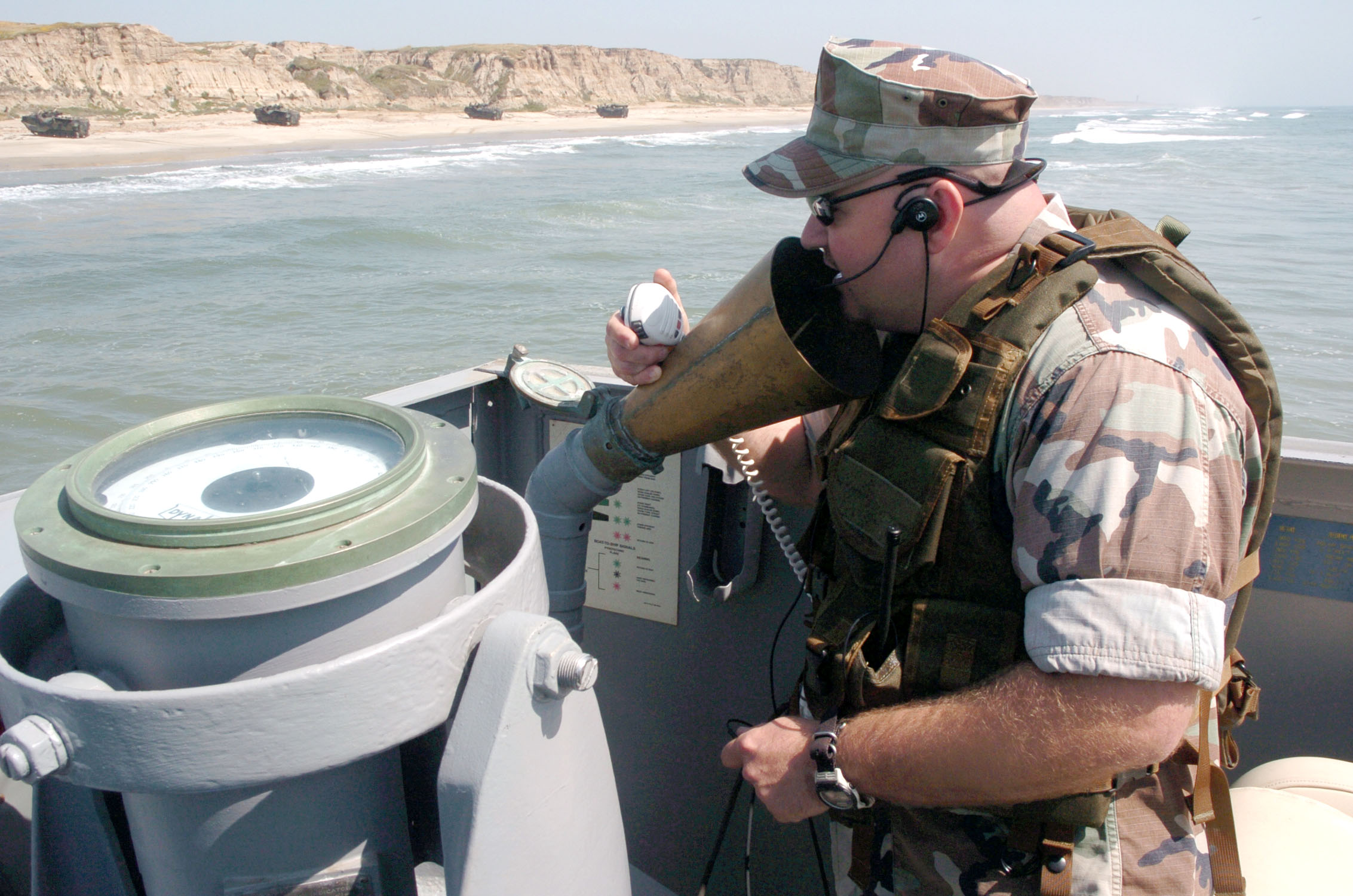
전성관에 대고 말하는 미해군 장교. 2005년.

전성관(傳聲管, voicepipe)은 공기가 들어있는 관 양 끝에 고깔을 붙여 먼 거리 사이에 음성 정보를 전달하는 도구이다. 선박 내에서 승무원들 간의 통신에 주로 쓰이며, 19세기경에는 저택이나 사무실, 자동차, 비행기, 기관차에서도 쓰인 바 있다. 전화가 널리 보급됨에 따라 도태되었다.

## 같이 보기
- 헤드폰
- 인터폰
- 메가폰
- 파이프 (관)
- 청진기
- 실 전화기